# Beniamin Obstler
Beniamin Obstler (ur. 3 września 1889 w Niepołomicach, zm. 26 marca 1919 w Magierowie) – porucznik piechoty Wojska Polskiego, kawaler Orderu Virtuti Militari.

## Życiorys
Urodził się 3 września 1889 w Niepołomicach, w ówczesnym powiecie bocheńskim Królestwa Galicji i Lodomerii, w rodzinie Mojżesza i Laji z d. Hillel. Był starszym bratem Leona (ur. 1896), żołnierza 2 pułku piechoty Legionów Polskich, odznaczonego Medalem Niepodległości.
W lutym 1914 zdał maturę w c. k. III Gimnazjum w Krakowie. Następnie studiował filozofię na Uniwersytecie Wiedeńskim. W 1914 wcielony do c. k. Obrony Krajowej. 1 sierpnia 1915 został mianowany na stopień aspiranta oficerskiego rezerwy. Jego oddziałem macierzystym był 15 Pułk Piechoty Obrony Krajowej. Służył także w Legionach Polskich.
Od 9 grudnia 1918 ochotnik w Wojsku Polskim jako żołnierz 1 pułku strzelców podhalańskich. Uczestnik walk we Lwowie, gdzie dowodził 1 kompanią. Odznaczył się odwagą w obronie Bełza 7 lutego 1919. Zginął w walce 26 marca 1919 pod Magierowem „usiłując zdobyć ukraińskie umocnienia”.
25 listopada 1920 został pośmiertnie zatwierdzony z dniem 1 kwietnia 1920 w stopniu porucznika, w piechocie, w grupie oficerów byłej armii austriacko-węgierskiej.

## Ordery i odznaczenia
- Krzyż Srebrny Orderu Wojskowego Virtuti Militari nr 5779 – pośmiertnie, 4 października 1922[13][1][11][14]